# Louis Frequin

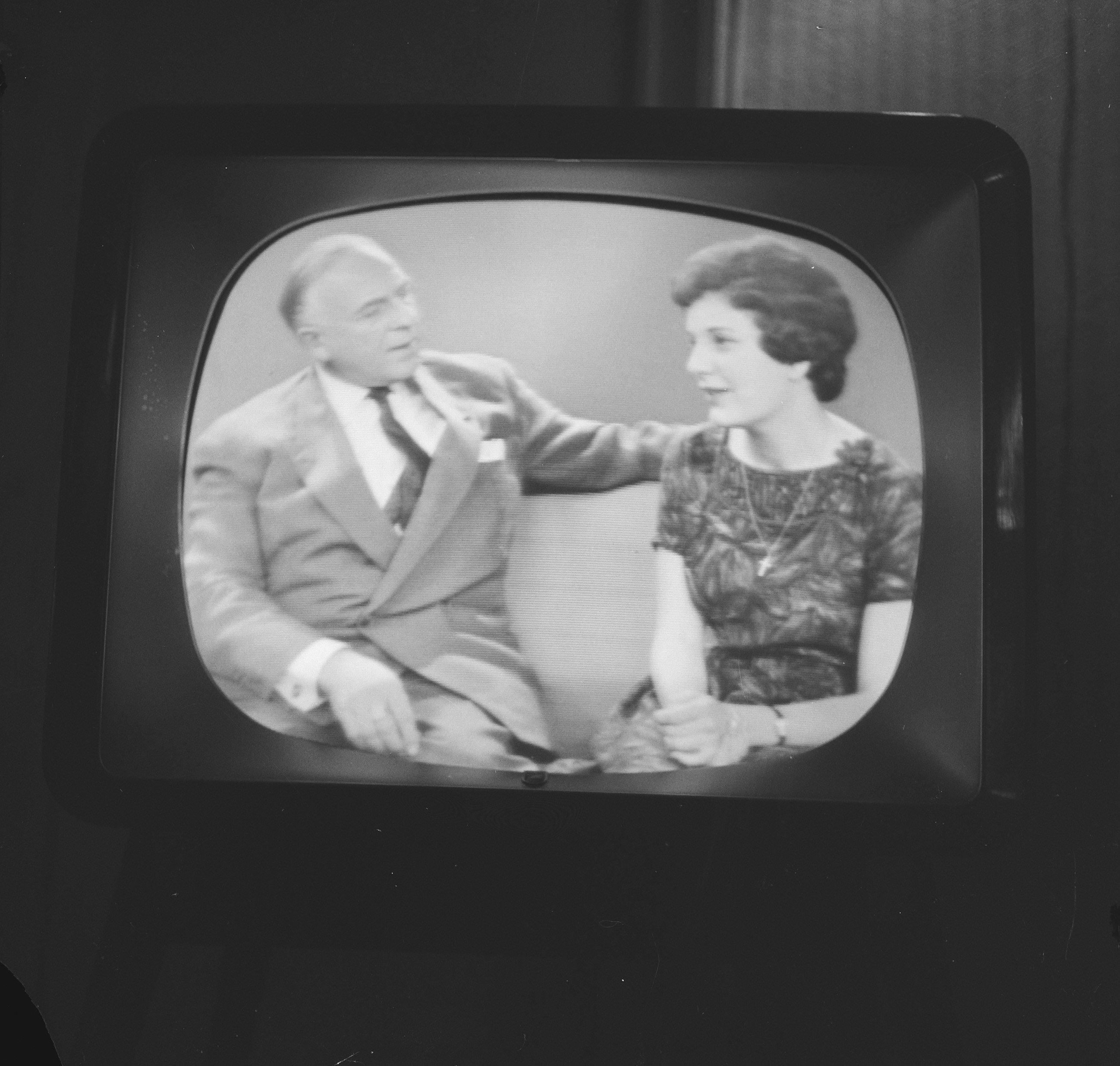
Louis Frequin met Anne Beekman (1 december 1961)

Louis Hendrik Antonius (Louis) Frequin (Arnhem, 29 juli 1914 - Berg en Dal, 13 oktober 1998) was een Nederlands journalist, auteur en verzetsstrijder. Louis Frequin was gehuwd en had acht kinderen, van wie Willibrord Frequin als oudste de bekendste is.  

## Biografie
Louis Frequin was rooms-katholiek en sinds 1930 werkzaam in de journalistiek.
In het najaar van 1940 sloot Louis Fréquin zich aan bij het fascistische Nationaal Front. In 1941 was hij Gelders correspondent voor het weekblad 'De Weg' van deze organisatie. Ergens tussen
eind augustus en eind december 1941 moet hij voor het Front bedankt hebben.
Tijdens de Tweede Wereldoorlog was hij actief in het verzet en in de illegale pers. Al in 1941 voerde hij de redactie over illegale getypteberichten die tot doel hadden het verzet tegen de Duitse bezetter aan te moedigen. In verband hiermee werd hij door de Duitsers verhoord, maar zijn activiteiten gingen verder. Spoedig kreeg men via de Algemene Rooms-Katholieke Ambtenaren-Vereniging (ARKA) in Arnhem de beschikking over een stencilmachine. Hiermee werden tot midden 1943 talrijke bisschoppelijke brieven, stakingsoproepen, waarschuwingen zich niet te melden en dergelijke verveelvoudigd. In 1943 volgde een nieuwe arrestatie, waarop twee weken gevangenschap volgden.
In december 1943 werd de verzetsgroep Maasbode opgericht, die berichten uitgaf onder de titel De Maasbode; God en mijn recht. Uit deze titel bleek dat het berichten voor en door rooms-katholieken betrof. De redactie bestond naast Frequin uit Chr. Deuss en W. Lagé. Dit blad had geen connectie met het legale dagblad De Maasbode uit Rotterdam, maar men vreesde represailles tegen de makers van de legale krant en wijzigde de naam in Katholiek Kompas (na de oorlog Het Kompas).
Inmiddels was het de Duitsers gelukt om in de verzetsgroep Maasbode te infiltreren door middel van een zeventienjarige 'onderduiker' die alles verraadde. In mei 1944 werd Frequin door de Sicherheitspolizei gevangen genomen, waarna de uitgave van het blad moest worden gestaakt. Hij werd overgebracht naar het concentratiekamp Vught en later naar Utrecht, waar op 8 september 1944 berechting zou volgen. Vermoedelijk vanwege Dolle Dinsdag werden deze plannen gewijzigd en op 27 september kwam Louis Frequin vrij. Het lukte hem om nog een nummer van zijn verzetsblad te maken dat in Apeldoorn, nog tijdens de bezetting, werd gezet.
Vanaf 1945 tot 1977 was hij hoofdredacteur van De Gelderlander. Ook was hij mede-oprichter van het KRO-programma Brandpunt en het praatprogramma Gastenboek.
Daarnaast schreef hij boeken. In 1954 ontving Louis Frequin de Literatuurprijs van de provincie Gelderland, voor het werk De man die achterbleef.
Biografie: Krantenpaus: De oorlogen van Louis Frequin (1914-1998).
- Biografisch Portaal: 49373978
- Digitale Bibliotheek voor de Nederlandse Letteren: freq001
- Gemeinsame Normdatei: 1155623479
- International Standard Name Identifier: 0000 0000 2681 9437
- Library of Congress Control Number: n82047732
- Nederlandse Thesaurus van Auteursnamen: 070429731
- RKD-Nederlands Instituut voor Kunstgeschiedenis: 425916
- Virtual International Authority File: 600554
- WorldCat: E39PBJvRQFkv4d6myxCY4DVwG3